# I Created Disco
I Created Disco è l'album di debutto del disc jockey britannico Calvin Harris, pubblicato il 18 giugno 2007.
L'album è stato anticipato dai singoli "Acceptable in the 80s" and "The Girls".

## Accoglienza
| Recensione   | Giudizio |
| ------------ | -------- |
| AllMusic     |          |
| The Guardian |          |
| NME          |          |
| Pitchfork    |          |
| Popmatters   |          |
| Yahoo!Music  |          |

In generale I Created Disco è stato accolto in modo contrastante dalla critica musicale internazionale, come si evidenzia dal fatto che abbia ottenuto una media di 59/100 su Metacritic.

## Tracce
1. Merrymaking at My Place – 4:10
2. Colours – 4:02
3. This is the Industry – 3:56
4. The Girls – 5:15
5. Acceptable in the 80s – 5:33
6. Neon Rocks – 3:48
7. Traffic Cops – 0:55
8. Vegas – 5:42
9. I Created Disco – 4:08
10. Disco Heat – 4:31
11. Vault Character – 0:08
12. Certified – 4:08
13. Love Souvenir – 4:20
14. Electro Man – 4:58

## Tracce Bonus
1. Acceptable In The 80s (Tom Neville Remix) – 7:16
2. The Girls (Groove Armada Remix) – 8:03